# 佐原盛連
佐原 盛連（さはら もりつら）は、鎌倉時代中期の武将。佐原氏の祖である佐原義連の次男。悪遠江守と呼ばれたことで有名。北条泰時の前妻で三浦義村の娘である矢部禅尼と結婚した。
承久元年（1219年）7月19日、4代将軍となるため京から鎌倉に下向してきた藤原頼経を出迎える行列にいた。
承久3年（1221年）の承久の乱に際して、盛連は幕府方の三浦義村の手に属して京方と戦った。先頭を進んだが、「敵こそ多けれ、あの殿原と軍して何かせん」と言って戦を避け、甥の三浦景義（兄景連の子）が馳せ向かっている。
その後、北条時氏の継父として、側近になって上洛している（『明月記』嘉禄2年正月24日条）。
嘉禄2年（1226年）1月24日、在京中の盛連は、酔余のあげく傷害事件を起こし、宇治にまで出向して乱暴したことから悪遠江守と呼ばれるようになる。
このため朝廷から勘気を受け、数年諸国を浪々し、天福元年（1233年）に官兵の制止を無視して上洛を強行しようとした盛連は、5月22日に殺害されてしまった。
佐原氏の多くは宝治元年（1247年）の宝治合戦において宗家の三浦氏とともに滅んだが、盛連の子息たちは北条方として戦い、五男盛時は後に相模三浦氏として三浦氏を再興した。四男光盛が佐原氏を継承し、鎌倉時代から会津に分かれた庶流が蘆名氏を称して有力な戦国大名となった。